# Venus (film fra 2010)
|  | Denne artikel er oprettet af botten Steenthbot ud fra en ekstern database. Den kan derfor have sproglige fejl eller mangler. Denne skabelon kan fjernes efter kontrol af indholdet. |

 For alternative betydninger, se Venus. (Se også artikler, som begynder med Venus)
Venus er en dansk kortfilm fra 2010 instrueret af Tor Fruergaard og efter manuskript af Sissel D. Thomsen.

## Handling
Caroline og Rasmus har et problem: de har ikke haft sex i fire måneder. Til Carolines store bekymring mener Rasmus at løsningen skal findes i den lokale swingerklub, og selvom hun ikke har lyst, tager hun med i klubben som et forsøg på at redde deres parforhold ...